# Smar maszynowy
Smar maszynowy (smar Tovotte'a, towot, niepoprawnie tawot) – rodzaj smaru zawierający rafinowane oleje mineralne, zagęszczacze (mydła wapniowe) i wodę jako stabilizator. Stosowany do smarowania łożysk ślizgowych i powierzchni maszyn pracujących w niezbyt wysokiej temperaturze (od −10 do 60 °C). Odporny na wilgoć.
Obecnie handlowo dostępne w Polsce smary o nazwie „Towot” oparte są na zagęszczaczu litowym, a ich temperatura pracy zawiera się w zakresie od −20 °C (lub niżej) do 120 °C (lub wyżej).